# Yushania yadongensis
Yushania yadongensis är en gräsart som beskrevs av Tong Pei Yi. Yushania yadongensis ingår i släktet yushanior, och familjen gräs. Inga underarter finns listade i Catalogue of Life.